# 片山泰輔
片山 泰輔（かたやま たいすけ、1964年 - ）は、日本の経済学者。静岡文化芸術大学教授。

## 略歴
東京都町田市出身。慶應義塾大学経済学部卒業。東京大学大学院経済学研究科修士課程修了、同博士課程単位取得退学。
三和総合研究所（現・三菱UFJリサーチ&コンサルティング）を経て、2002年跡見学園女子大学マネジメント学部助教授。
2006年静岡文化芸術大学助教授、2007年准教授、2011年教授。
1999年から2011年の間、関西学院大学大学院総合政策研究科客員准教授を兼務。

## 著書
- 『図解・国家予算のしくみ』（編著、東洋経済新報社、1999年）
- 『公共投資と道路政策』（共編、勁草書房、2001年）
- 『新宿・自治体政策への挑戦 自分の頭で考える自治体を目指して』（監修・共著、ぎょうせい、2002年）
- 『研究費の効率的運用に関する研究』（東京財団、2003年）
- 『アメリカの芸術文化政策』（日本経済評論社、2006年）
- 『ア－ツ・マネジメント概論 三訂版』（監修・編著、水曜社、2009年）
- 『アメリカの芸術文化政策と公共性』（共編、昭和堂、2011年）